# 전병래
전병래(1962년 ~ )는 SBS 시사교양본부의 프로듀서이다.

## 경력
- SBS 시사교양본부 프로듀서

## 연출한 프로그램
- 우리 아이가 달라졌어요
- 그것이 알고싶다
- 해결 돈이보인다
- 인생대역전
- 추적,사건과 사람들
- 불편한 진실 메디컬X